# Roland (Iowa)
Roland es una ciudad ubicada en el condado de Story en el estado estadounidense de Iowa. En el Censo de 2010 tenía una población de 1284 habitantes y una densidad poblacional de 457,76 personas por km².

## Geografía
Roland se encuentra ubicada en las coordenadas 42°9′59″N 93°30′10″O / 42.16639, -93.50278. Según la Oficina del Censo de los Estados Unidos, Roland tiene una superficie total de 2.8 km², de la cual 2.8 km² corresponden a tierra firme y (0%) 0 km² es agua.

## Demografía
Según el censo de 2010, había 1284 personas residiendo en Roland. La densidad de población era de 457,76 hab./km². De los 1284 habitantes, Roland estaba compuesto por el 98.44% blancos, el 0.16% eran afroamericanos, el 0.31% eran amerindios, el 0.08% eran asiáticos, el 0% eran isleños del Pacífico, el 0.23% eran de otras razas y el 0.78% pertenecían a dos o más razas. Del total de la población el 1.01% eran hispanos o latinos de cualquier raza.